# FV Близнецов
FV Близнецов (лат. FV Geminorum) — одиночная переменная звезда в созвездии Близнецов на расстоянии (вычисленном из значения параллакса) приблизительно 110 938 световых лет (около 34 014 парсек) от Солнца. Видимая звёздная величина звезды — от +16m до +14,3m.

## Характеристики
FV Близнецов — жёлтая пульсирующая переменная звезда типа RR Лиры (RRAB) спектрального класса G. Эффективная температура — около 5354 К.